# Ausonia Football Club 1909-1910
Questa pagina raccoglie i dati riguardanti l'Ausonia Football Club nelle competizioni ufficiali della stagione 1909-1910.

## Rosa
| N. |                   | Ruolo | Calciatore               |
| -- | ----------------- | ----- | ------------------------ |
|    | Italia (bandiera) | A     | Bernardoni               |
|    | Italia (bandiera) | A     | Franco Bontadini         |
|    | Italia (bandiera) | A     | Vittorio Bonvicini       |
|    | Italia (bandiera) | C     | Alessandro Bovati        |
|    | Italia (bandiera) | A     | Alberto Bruciamonti (II) |
|    | Italia (bandiera) | C     | Collet                   |
|    | Italia (bandiera) | C     | Alberto Crivelli         |
|    | Italia (bandiera) | A     | Giuseppe Dal Bò          |
|    | Italia (bandiera) | D     | Luigi Ferrini            |
|    | Italia (bandiera) | C     | Mario Forni              |

| N. |                   | Ruolo | Calciatore         |
| -- | ----------------- | ----- | ------------------ |
|    | Italia (bandiera) | D     | Emilio Fosina      |
|    | Italia (bandiera) | P     | Ambrogio Quirci    |
|    | Italia (bandiera) | C     | Giuseppe Rizzi     |
|    | Italia (bandiera) | A     | Alberto Scanagatta |
|    | Italia (bandiera) | A     | Scotuzzi           |
|    | Italia (bandiera) | C     | Attilio Trerè      |
|    | Italia (bandiera) | A     | Mario Vegni        |
|    | Italia (bandiera) | A     | Verga (II)         |
|    | Italia (bandiera) | D     | Ugo Zezi           |

## Risultati

### Prima Categoria
| Milano 7 novembre 1909                                     | Inter     | 2 – 2      | Ausonia |  |
| \| \| \| \| \| Engler Cadoni \| Marcatori \| Scanagatta \| |           |            |         |  |
|                                                            |           |            |         |  |
| Engler Cadoni                                              | Marcatori | Scanagatta |         |  |

| Arbitro: | Recalcati (Milano) |

|                     |           |                   |
| Lana 27’ (rig.) 43’ | Marcatori | 15’ Bontadini III |

| Arbitro: | Francesco Calì (Genova) |

|   |           |   |
| ? | Marcatori | ? |

| Milano 28 novembre 1909, ore UTC+1        | Ausonia   | 0 – 4   | Pro Vercelli |  |
| \| \| \| \| \| \| Marcatori \| ??? ??? \| |           |         |              |  |
|                                           |           |         |              |  |
|                                           | Marcatori | ??? ??? |              |  |

| Arbitro: | Radice (Milano) |

|                                  |           |                       |
| Bontadini p.t.’ Scanagatta p.t.’ | Marcatori | p.t.’ Frey s.t.’ Frey |

| Arbitro: | Bertinetti (Vercelli) |

|                                                      |           |  |
| Borel 20’, 81’ Balbiani 30’, 87’ G. Collino 33’, 72’ | Marcatori |  |

| Milano 2 gennaio 1910                                           | Ausonia   | 2 – 6               | Inter |  |
| \| \| \| \| \| Bontadini \| Marcatori \| Peterly Capra Payer \| |           |                     |       |  |
|                                                                 |           |                     |       |  |
| Bontadini                                                       | Marcatori | Peterly Capra Payer |       |  |

| Arbitro: | Goodley (Torino) |

|                            |           |                   |
| Bovati Scottuzzi Bontadini | Marcatori | Marassi Elliott ? |

| Arbitro: | Hug (Genova) |

|                                |           |  |
| Sardi 13’ Calì 30’ Ansaldo 85’ | Marcatori |  |

| Arbitro: | G.Gama (Milano) |

|                           |           |                        |
| Scotuzzi 1’ Bontadini III | Marcatori | 3’ Brioschi 30’ Carrer |

| Milano 6 febbraio 1910 | Ausonia | 0 – 0 | Andrea Doria |  |

| Arbitro: | Malvano (Torino) |

|                                 |           |       |
| Pizzi 5’ Boiocchi Varisco Sardi | Marcatori | Rizzi |

| Torino 20 febbraio 1910 | Torino | 2 – 0 | Ausonia |  |

| Milano 27 febbraio 1910                   | Ausonia   | 1 – 4 | US Milanese |  |
| \| \| \| \| \| ??? \| Marcatori \| ??? \| |           |       |             |  |
|                                           |           |       |             |  |
| ???                                       | Marcatori | ???   |             |  |

| Vercelli 6 marzo 1910, ore UTC+1      | Pro Vercelli | 3 – 0 | Ausonia |  |
| \| \| \| \| \| ??? \| Marcatori \| \| |              |       |         |  |
|                                       |              |       |         |  |
| ???                                   | Marcatori    |       |         |  |

| Gorla Primo 17 aprile 1910 | Ausonia | 0 – 2 | Torino |  |